# Laureados com o Nobel de Física

Anverso de uma medalha do Prêmio Nobel

O Nobel de Física (em sueco:  Nobelpriset i fysik) é outorgado pela Academia Real das Ciências da Suécia aos cientistas de vários campos da física. É um dos cinco prêmios estabelecidos em 1895 no testamento de Alfred Nobel, que morreu em 1896. Esses prêmios são concedidos por contribuições notáveis em física, química, literatura, paz e fisiologia ou medicina. Conforme as orientações no testamento, o prêmio é administrado pela Fundação Nobel e outorgado por um comitê que consiste de cinco membros eleitos pela Academia Real. O prêmio é entregue em Estocolmo em uma cerimônia anual em 10 de dezembro, o aniversário da morte de Nobel. Cada destinatário recebe uma medalha, um diploma e um prêmio em dinheiro que tem variado ao longo dos anos.
O primeiro Prêmio Nobel de Física foi concedido em 1901 a Wilhelm Conrad Röntgen, da Alemanha. Em 1901, Röntgen recebeu 150 782 coroas suecas, o que equivale a 8 402 670 coroas suecas em dezembro de 2017. John Bardeen é o único premiado por duas vezes, em 1956 e 1972. Marie Skłodowska-Curie também ganhou dois prêmios Nobel, um de física em 1903 e outro de química em 1911. William Lawrence Bragg era, até outubro de 2014, o mais jovem laureado do Nobel, e continua sendo o mais jovem laureado do Nobel de Física, ganhando o prêmio em 1915 com 25 anos. Cinco mulheres já foram laureadas com o prêmio: Curie (1903), Maria Goeppert-Mayer (1963), Donna Strickland (2018), Andrea Ghez (2020) e Anne L'Huillier (2023). Até 2024, o prêmio foi concedido a 226 indivíduos.
Houve seis anos em que o Prêmio Nobel de Física não foi concedido (1916, 1931, 1934, 1940–1942). Também houve oito anos em que o Prêmio Nobel de Física foi adiado por um ano. O prêmio não foi concedido em 1917, pois o Comitê Nobel de Física decidiu que nenhuma das indicações daquele ano atendia aos critérios necessários, mas foi concedido a Charles Glover Barkla em 1918 e contado como o prêmio de 1917. Este precedente foi seguido pelo prêmio de 1918 concedido a Max Planck em 1919, o prêmio de 1921 concedido a Albert Einstein em 1922, o prêmio de 1924 concedido a Manne Siegbahn em 1925, o prêmio de 1925 concedido a James Franck e Gustav Hertz em 1926, o prêmio de 1928 concedido a Owen Richardson em 1929, o prêmio de 1932 concedido a Werner Heisenberg em 1933, e o prêmio de 1943 concedido a Otto Stern em 1944.

## Laureados
1901 • 1910 • 1920 • 1930 • 1940 • 1950 • 1960 • 1970 • 1980 • 1990 • 2000 • 2010 • 2020
| Ano  | Nº                                            | Imagem                                        | Laureado                                      | País | Citação |
| ---- | --------------------------------------------- | --------------------------------------------- | --------------------------------------------- | --- | --- |
| 1901 | 1                                             |                                               | Wilhelm Conrad Röntgen                        | Alemanha | "em reconhecimento aos serviços extraordinários prestados pela descoberta dos raios X, posteriormente nomeados em sua homenagem" |
| 1902 | 2                                             |                                               | Hendrik Lorentz                               | Países Baixos | "em reconhecimento aos extraordinários serviços prestados através de suas pesquisas sobre a influência do magnetismo diante do fenômeno da radiação" |
| 1902 | 3                                             |                                               | Pieter Zeeman                                 | Países Baixos | "em reconhecimento aos extraordinários serviços prestados através de suas pesquisas sobre a influência do magnetismo diante do fenômeno da radiação" |
| 1903 | 4                                             |                                               | Antoine Henri Becquerel                       | França | "pela sua descoberta da radioatividade espontânea" |
| 1903 | 5                                             |                                               | Pierre Curie                                  | França | "pelas suas pesquisas conjunta sobre o fenômeno da radiação descoberta pelo professor Henri Becquerel" |
| 1903 | 6                                             |                                               | Maria Skłodowska-Curie                        | França · (nascida na Polónia, na época da entrega do prêmio sob soberania russa, porém se naturalizou francesa) · | "pelas suas pesquisas conjunta sobre o fenômeno da radiação descoberta pelo professor Henri Becquerel" |
| 1904 | 7                                             |                                               | John William Strutt                           | Reino Unido | "pelo seus estudos da densidade dos gases mais importantes e pela sua descoberta do argônio decorrente dessas pesquisas" |
| 1905 | 8                                             |                                               | Philipp Lenard                                | Alemanha · Áustria-Hungria                                                                                        | "pelo seu trabalho sobre os raios catódicos" |
| 1906 | 9                                             |                                               | Joseph John Thomson                           | Reino Unido | "pelas suas investigações experimentais e teóricas sobre a condutividade elétrica dos gases" |
| 1907 | 10                                            |                                               | Albert Abraham Michelson                      | Estados Unidos | "pelos seus instrumentos de precisão óptica e a investigação espectroscópica e metrológica feitas com sua ajuda" |
| 1908 | 11                                            |                                               | Gabriel Lippmann                              | França | "pelo seu método de reproduzir fotografias coloridas baseado no fenômeno da Interferência" |
| 1909 | 12                                            |                                               | Guglielmo Marconi                             | Itália | "pelas suas contribuições para o desenvolvimento da telegrafia sem fio" |
| 1909 | 13                                            |                                               | Karl Ferdinand Braun                          | Alemanha | "pelas suas contribuições para o desenvolvimento da telegrafia sem fio" |
| 1910 | 14                                            |                                               | Johannes Diderik van der Waals                | Países Baixos | "pelos estudos da equação de estado dos gases e líquidos" |
| 1911 | 15                                            |                                               | Wilhelm Wien                                  | Alemanha | "por suas descobertas sobre as leis que regem a radiação de calor" |
| 1912 | 16                                            |                                               | Nils Gustaf Dalén                             | Suécia | "pela sua invenção da válvula solar projetada para ser utilizada combinada com acumuladores de gases em faróis e boias" |
| 1913 | 17                                            |                                               | Heike Kamerlingh-Onnes                        | Países Baixos | "pelos seus estudos das propriedades da matéria em baixas temperaturas, o que levou a produção do hélio líquido" |
| 1914 | 18                                            |                                               | Max von Laue                                  | Alemanha | "pela sua descoberta da difração de raios X por cristais", um importante passo no desenvolvimento da espectroscopia de raios X |
| 1915 | 19                                            |                                               | William Henry Bragg                           | Reino Unido | "pelos seus serviços na análise da estrutura cristalina através do uso de raios X", um importante passo no desenvolvimento da cristalografia de raios X |
| 1915 | 20                                            |                                               | William Lawrence Bragg                        | Reino Unido · (nascido na Austrália, na época da entrega do prêmio sob soberania britânica)                       | "pelos seus serviços na análise da estrutura cristalina através do uso de raios X", um importante passo no desenvolvimento da cristalografia de raios X |
| 1916 | Não houve premiação (Primeira Guerra Mundial) | Não houve premiação (Primeira Guerra Mundial) | Não houve premiação (Primeira Guerra Mundial) | Não houve premiação (Primeira Guerra Mundial)                                                                     | Não houve premiação (Primeira Guerra Mundial) |
| 1917 | 21                                            |                                               | Charles Glover Barkla                         | Reino Unido | "pela sua descoberta da característica da radiação de Röntgen dos elementos", outro passo importante no desenvolvimento da espectroscopia de raios X |
| 1918 | 22                                            |                                               | Max Planck                                    | Alemanha | "pelos serviços prestados no avanço da física pela sua descoberta dos quanta de energia" |
| 1919 | 23                                            |                                               | Johannes Stark                                | Alemanha | "pela sua descoberta do efeito Doppler no raio anódico e a divisão da raia espectral nos campos elétricos" |
| 1920 | 24                                            |                                               | Charles Édouard Guillaume                     | Suíça | "pelo serviço prestado nas medições precisas na Física pela sua descoberta de anomalias nas ligas de níquel-aço" |
| 1921 | 25                                            |                                               | Albert Einstein                               | Alemanha · Suíça                                                                                                  | "pelos serviços na física teórica e especialmente pela sua descoberta da lei do Efeito fotoelétrico" |
| 1922 | 26                                            |                                               | Niels Bohr                                    | Dinamarca | "pelos serviços na investigação da estrutura dos átomos e da radiação emanada por eles" |
| 1923 | 27                                            |                                               | Robert Andrews Millikan                       | Estados Unidos | "pelo seu estudo das cargas elétricas elementares e do efeito fotoelétrico" |
| 1924 | 28                                            |                                               | Manne Siegbahn                                | Suécia | "pelas suas pesquisas e descobertas no campo da Espectroscopia de raio X" |
| 1925 | 29                                            |                                               | James Franck                                  | Alemanha | "pela sua descoberta das leis que atuam no impacto de um eléctron sobre o átomo" |
| 1925 | 30                                            |                                               | Gustav Hertz                                  | Alemanha | "pela sua descoberta das leis que atuam no impacto de um eléctron sobre o átomo" |
| 1926 | 31                                            |                                               | Jean Baptiste Perrin                          | França | "pelo trabalho na estrutura descontínua da matéria e especialmente pela descoberta do equilíbrio da sedimentação" |
| 1927 | 32                                            |                                               | Arthur Holly Compton                          | Estados Unidos | "pela descoberta do comportamento dos fótons quando este interage com a matéria" |
| 1927 | 33                                            |                                               | Charles Thomson Rees Wilson                   | Reino Unido | "pelo seu método de tornar visível as trajetórias das partículas carregadas eletricamente através da condensação do vapor" |
| 1928 | 34                                            |                                               | Owen Willans Richardson                       | Reino Unido | "pelo estudo do fenômeno termiônico e pela sua descoberta da lei que rege o movimento dos elétrons nos metais" |
| 1929 | 35                                            |                                               | Louis de Broglie                              | França | "pela descoberta da natureza das ondas dos elétrons" |
| 1930 | 36                                            |                                               | Chandrasekhara Venkata Raman                  | Reino Unido · (nascido na Índia, na época da entrega do prêmio sob soberania britânica)                           | "pelo estudo da dispersão da luz e por descrever o fenômeno de espalhamento inelástico da luz através da matéria" |
| 1931 | Não houve premiação                           | Não houve premiação                           | Não houve premiação                           | Não houve premiação                                                                                               | Não houve premiação |
| 1932 | 37                                            |                                               | Werner Heisenberg                             | Alemanha | "pela criação da mecânica quântica, cuja aplicação levou à descoberta das formas alotrópicas do hidrogênio" |
| 1933 | 38                                            |                                               | Erwin Schrödinger                             | Áustria | "pela descoberta de novas formas produtivas da teoria atômica" |
| 1933 | 39                                            |                                               | Paul Dirac                                    | Reino Unido | "pela descoberta de novas formas produtivas da teoria atômica" |
| 1934 | Não houve premiação                           | Não houve premiação                           | Não houve premiação                           | Não houve premiação                                                                                               | Não houve premiação |
| 1935 | 40                                            |                                               | James Chadwick                                | Reino Unido | "pela descoberta do nêutron" |
| 1936 | 41                                            |                                               | Victor Franz Hess                             | Áustria | "pela descoberta da radiação cósmica" |
| 1936 | 42                                            |                                               | Carl David Anderson                           | Estados Unidos | "pela descoberta do pósitron" |
| 1937 | 43                                            |                                               | Clinton Joseph Davisson                       | Estados Unidos | "pela descoberta experimental da difração dos elétrons por cristais" |
| 1937 | 44                                            |                                               | George Paget Thomson                          | Reino Unido | "pela descoberta experimental da difração dos elétrons por cristais" |
| 1938 | 45                                            |                                               | Enrico Fermi                                  | Itália | "pela demonstração da existência de novos elementos radioativos produzidos pela irradiação neutrônica e pela descoberta de reações nucleares causadas por nêutrons lentos" |
| 1939 | 46                                            |                                               | Ernest Lawrence                               | Estados Unidos | "pela invenção e desenvolvimento do ciclotron e seus resultados obtidos com ele, em relação aos elementos radioativos artificiais" |
| 1940 | Não houve premiação (Segunda Guerra Mundial)  | Não houve premiação (Segunda Guerra Mundial)  | Não houve premiação (Segunda Guerra Mundial)  | Não houve premiação (Segunda Guerra Mundial)                                                                      | Não houve premiação (Segunda Guerra Mundial) |
| 1941 | Não houve premiação (Segunda Guerra Mundial)  | Não houve premiação (Segunda Guerra Mundial)  | Não houve premiação (Segunda Guerra Mundial)  | Não houve premiação (Segunda Guerra Mundial)                                                                      | Não houve premiação (Segunda Guerra Mundial) |
| 1942 | Não houve premiação (Segunda Guerra Mundial)  | Não houve premiação (Segunda Guerra Mundial)  | Não houve premiação (Segunda Guerra Mundial)  | Não houve premiação (Segunda Guerra Mundial)                                                                      | Não houve premiação (Segunda Guerra Mundial) |
| 1943 | 47                                            |                                               | Otto Stern                                    | Estados Unidos | "pela sua contribuição no desenvolvimento método de raio molecular e sua descoberta do momento magnético do próton" |
| 1944 | 48                                            |                                               | Isidor Isaac Rabi                             | Estados Unidos | "pelo seu método de ressonância para registro das propriedades magnéticas do núcleo atômico" |
| 1945 | 49                                            |                                               | Wolfgang Pauli                                | Áustria | "pela descoberta do Princípio de Exclusão, também conhecido como Princípio de exclusão de Pauli" |
| 1946 | 50                                            |                                               | Percy Williams Bridgman                       | Estados Unidos | "pela invenção de um sistema para produzir pressões extremamente altas e pelas suas descobertas no campo da alta pressão" |
| 1947 | 51                                            |                                               | Edward Victor Appleton                        | Reino Unido | "pelo estudo da física da atmosfera superior em especial pela descoberta da chamada camada Appleton" |
| 1948 | 52                                            |                                               | Patrick Maynard Stuart Blackett               | Reino Unido | "pelo desenvolvimento do método da Câmara de Wilson e suas descobertas nos campos da física nuclear e da radiação cósmica" |
| 1949 | 53                                            |                                               | Hideki Yukawa                                 | Japão | "pela sua previsão da existência de mésons na base de estudos teóricos das forças nucleares" |
| 1950 | 54                                            |                                               | Cecil Frank Powell                            | Reino Unido | "pelo desenvolvimento do método fotográfico de estudo dos processos nucleares e suas descobertas sobre os mésons com este método" |
| 1951 | 55                                            |                                               | John Douglas Cockcroft                        | Reino Unido | "pelo estudo pioneiro da transmutação do núcleo atômico pela aceleração artificial das partículas atômicas" |
| 1951 | 56                                            |                                               | Ernest Thomas Sinton Walton                   | Irlanda | "pelo estudo pioneiro da transmutação do núcleo atômico pela aceleração artificial das partículas atômicas" |
| 1952 | 57                                            |                                               | Felix Bloch                                   | Suíça · Estados Unidos                                                                                            | "pelo desenvolvimento de novos métodos de medições de precisão magnética nuclear e suas descobertas relacionadas" |
| 1952 | 58                                            |                                               | Edward Mills Purcell                          | Estados Unidos | "pelo desenvolvimento de novos métodos de medições de precisão magnética nuclear e suas descobertas relacionadas" |
| 1953 | 59                                            |                                               | Frits Zernike                                 | Países Baixos | "pela demonstração do método de contraste de fase, em especial pela invenção do Microscópio de contraste de fase" |
| 1954 | 60                                            |                                               | Max Born                                      | Alemanha Ocidental                                                                                                | "pela pesquisa fundamental na mecânica quântica, especialmente pela sua interpretação estatística da função de onda" |
| 1954 | 61                                            |                                               | Walther Bothe                                 | Alemanha Ocidental                                                                                                | "pelo método da coincidência e suas descobertas relacionadas" |
| 1955 | 62                                            |                                               | Willis Eugene Lamb                            | Estados Unidos | "pelas suas descobertas sobre a estrutura fina do espectro do hidrogênio" |
| 1955 | 63                                            |                                               | Polykarp Kusch                                | Estados Unidos | "pela sua determinação precisa do momento magnético do elétron" |
| 1956 | 64                                            |                                               | John Bardeen                                  | Estados Unidos | "pelos seus estudos sobre semicondutores e a descoberta do transistor effect" |
| 1956 | 65                                            |                                               | Walter Houser Brattain                        | Estados Unidos | "pelos seus estudos sobre semicondutores e a descoberta do transistor effect" |
| 1956 | 66                                            |                                               | William Bradford Shockley                     | Estados Unidos | "pelos seus estudos sobre semicondutores e a descoberta do transistor effect" |
| 1957 | 67                                            |                                               | Tsung-Dao Lee                                 | China · Estados Unidos                                                                                            | "pela investigação das Leis da Paridade e obtenção de importantes descobertas relativas a Partículas Elementares" |
| 1957 | 68                                            |                                               | Chen Ning Yang                                | China · Estados Unidos                                                                                            | "pela investigação das Leis da Paridade e obtenção de importantes descobertas relativas a Partículas Elementares" |
| 1958 | 69                                            |                                               | Pavel Alekseyevich Cherenkov                  | União Soviética                                                                                                   | "pela descoberta e interpretação do Efeito Cherenkov" |
| 1958 | 70                                            |                                               | Illia Frank                                   | União Soviética                                                                                                   | "pela descoberta e interpretação do Efeito Cherenkov" |
| 1958 | 71                                            |                                               | Igor Yevgenyevich Tamm                        | União Soviética                                                                                                   | "pela descoberta e interpretação do Efeito Cherenkov" |
| 1959 | 72                                            |                                               | Owen Chamberlain                              | Estados Unidos | "pela descoberta do antipróton" |
| 1959 | 73                                            |                                               | Emilio Gino Segrè                             | Itália · Estados Unidos                                                                                           | "pela descoberta do antipróton" |
| 1960 | 74                                            |                                               | Donald Arthur Glaser                          | Estados Unidos | "pela invenção da câmara de bolhas" |
| 1961 | 75                                            |                                               | Robert Hofstadter                             | Estados Unidos | "pelo estudo pioneiro da dispersão dos elétrons no núcleo atômico e suas descobertas obtidos sobre a estrutura dos nucleons" |
| 1961 | 76                                            |                                               | Rudolf Ludwig Mössbauer                       | Alemanha Ocidental                                                                                                | "pesquisas relativas à ressonância de absorção de radiação gama e descoberta do efeito Mössbauer" |
| 1962 | 77                                            |                                               | Lev Davidovich Landau                         | União Soviética                                                                                                   | "por suas teorias pioneiras da matéria condensada, em especial o hélio líquido" |
| 1963 | 78                                            |                                               | Eugene Paul Wigner                            | Hungria · Estados Unidos                                                                                          | "por contribuições para a teoria do núcleo atômico e partículas elementares, particularmente pela descoberta e aplicações dos princípios fundamentais de simetria" |
| 1963 | 79                                            |                                               | Maria Goeppert-Mayer                          | Estados Unidos | "por descobertas relacionadas à estrutura das camadas nucleares" |
| 1963 | 80                                            |                                               | J. Hans D. Jensen                             | Alemanha Ocidental                                                                                                | "por descobertas relacionadas à estrutura das camadas nucleares" |
| 1964 | 81                                            |                                               | Nicolay Basov                                 | União Soviética                                                                                                   | "pelo trabalho fundamental no campo da eletrônica quântica, que levou a construção de osciladores e amplificadores baseados no princípio maser–laser" |
| 1964 | 82                                            |                                               | Aleksandr Prokhorov                           | União Soviética                                                                                                   | "pelo trabalho fundamental no campo da eletrônica quântica, que levou a construção de osciladores e amplificadores baseados no princípio maser–laser" |
| 1964 | 83                                            |                                               | Charles Hard Townes                           | Estados Unidos | "pelo trabalho fundamental no campo da eletrônica quântica, que levou a construção de osciladores e amplificadores baseados no princípio maser–laser" |
| 1965 | 84                                            |                                               | Richard Phillips Feynman                      | Estados Unidos | "pelo trabalho fundamental na eletrodinâmica quântica, com profundas consequências para a física das partículas elementares" |
| 1965 | 85                                            |                                               | Julian Schwinger                              | Estados Unidos | "pelo trabalho fundamental na eletrodinâmica quântica, com profundas consequências para a física das partículas elementares" |
| 1965 | 86                                            |                                               | Sin-Itiro Tomonaga                            | Japão | "pelo trabalho fundamental na eletrodinâmica quântica, com profundas consequências para a física das partículas elementares" |
| 1966 | 87                                            |                                               | Alfred Kastler                                | França | "pela descoberta e desenvolvimento de métodos óticos no estudo da ressonância hertziana nos átomos" |
| 1967 | 88                                            |                                               | Hans Albrecht Bethe                           | Estados Unidos | "pelas suas contribuições sobre a teoria das reações nucleares, especialmente, suas descobertas sobre a produção de energia nas estrelas" |
| 1968 | 89                                            |                                               | Luis Walter Alvarez                           | Estados Unidos | "pela descoberta de um grande número de estados de ressonância, que foi possível pelo desenvolvimento de técnica de uso da câmera de bolhas de hidrogênio e analise de dados" |
| 1969 | 90                                            |                                               | Murray Gell-Mann                              | Estados Unidos | "pelas suas contribuições e descobertas relativas à classificação das partículas elementares e suas interações" |
| 1970 | 91                                            |                                               | Hannes Olof Gösta Alfvén                      | Suécia | "pelo trabalho fundamental e descobertas na magnetoidrodinâmica, com aplicações em diferentes partes do plasma" |
| 1970 | 92                                            |                                               | Louis Néel                                    | França | "pelo trabalho fundamental e descobertas relativas ao antiferromagnetismo e ferromagnetismo que leveou a importantes aplicações na física do estado sólido" |
| 1971 | 93                                            |                                               | Dennis Gabor                                  | Hungria · Reino Unido                                                                                             | "pela invenção e desenvolvimento da holografia" |
| 1972 | 94                                            |                                               | John Bardeen                                  | Estados Unidos | "pelo desenvolvimento conjunto da teoria da supercondutividade, também conhecida como Teoria BCS" |
| 1972 | 95                                            |                                               | Leon Neil Cooper                              | Estados Unidos | "pelo desenvolvimento conjunto da teoria da supercondutividade, também conhecida como Teoria BCS" |
| 1972 | 96                                            |                                               | John Robert Schrieffer                        | Estados Unidos | "pelo desenvolvimento conjunto da teoria da supercondutividade, também conhecida como Teoria BCS" |
| 1973 | 97                                            |                                               | Leo Esaki                                     | Japão | "pelas descobertas experimentais referentes ao fenômeno de tunelamento em semicondutores e supercondutores" |
| 1973 | 98                                            |                                               | Ivar Giaever                                  | Estados Unidos · Noruega                                                                                          | "pelas descobertas experimentais referentes ao fenômeno de tunelamento em semicondutores e supercondutores" |
| 1973 | 99                                            |                                               | Brian David Josephson                         | Reino Unido | "por predições teórica de super-correntes em barreiras de tunelamento e, especialmente, do Efeito Josephson" |
| 1974 | 100                                           |                                               | Martin Ryle                                   | Reino Unido | "pelas suas pesquisas pioneira na radioastronomia: Ryle por suas observações e invenções, em particular a técnica de abertura sintética e Hewish pelo papel decisivo na descoberta do pulsar"                                                                                                 |
| 1974 | 101                                           |                                               | Antony Hewish                                 | Reino Unido | "pelas suas pesquisas pioneira na radioastronomia: Ryle por suas observações e invenções, em particular a técnica de abertura sintética e Hewish pelo papel decisivo na descoberta do pulsar"                                                                                                 |
| 1975 | 102                                           |                                               | Aage Bohr                                     | Dinamarca | "pela descoberta da conexão do movimento coletivo e movimento individual de partículas no núcleo atômico e pelo desenvolvimento da teoria da estrutura do núcleo atômico" |
| 1975 | 103                                           |                                               | Ben Roy Mottelson                             | Dinamarca | "pela descoberta da conexão do movimento coletivo e movimento individual de partículas no núcleo atômico e pelo desenvolvimento da teoria da estrutura do núcleo atômico" |
| 1975 | 104                                           |                                               | Leo James Rainwater                           | Estados Unidos | "pela descoberta da conexão do movimento coletivo e movimento individual de partículas no núcleo atômico e pelo desenvolvimento da teoria da estrutura do núcleo atômico" |
| 1976 | 105                                           |                                               | Burton Richter                                | Estados Unidos | "pelos trabalhos pioneiros na descoberta de uma nova espécie de partículas elementares pesadas" |
| 1976 | 106                                           |                                               | Samuel Chao Chung Ting                        | Estados Unidos | "pelos trabalhos pioneiros na descoberta de uma nova espécie de partículas elementares pesadas" |
| 1977 | 107                                           |                                               | Philip Warren Anderson                        | Estados Unidos | "por estudos teóricos fundamentais das estruturas eletrônicas magnéticas e de sistemas desordenados" |
| 1977 | 108                                           |                                               | Nevill Francis Mott                           | Reino Unido | "por estudos teóricos fundamentais das estruturas eletrônicas magnéticas e de sistemas desordenados" |
| 1977 | 109                                           |                                               | John Hasbrouck Van Vleck                      | Estados Unidos | "por estudos teóricos fundamentais das estruturas eletrônicas magnéticas e de sistemas desordenados" |
| 1978 | 110                                           |                                               | Pyotr Leonidovich Kapitsa                     | União Soviética                                                                                                   | "por invenções básicas e descobertas na área da física de baixas temperaturas" |
| 1978 | 111                                           |                                               | Arno Allan Penzias                            | Estados Unidos | "pela descoberta da radiação cósmica de fundo em micro-ondas" |
| 1978 | 112                                           |                                               | Robert Woodrow Wilson                         | Estados Unidos | "pela descoberta da radiação cósmica de fundo em micro-ondas" |
| 1979 | 113                                           |                                               | Sheldon Lee Glashow                           | Estados Unidos | "pelas contribuições à teoria unificada das interações fracas e eletromagnéticas entre partículas elementares, inclusive, a predição das correntes neutras fracas" |
| 1979 | 114                                           |                                               | Abdus Salam                                   | Paquistão | "pelas contribuições à teoria unificada das interações fracas e eletromagnéticas entre partículas elementares, inclusive, a predição das correntes neutras fracas" |
| 1979 | 115                                           |                                               | Steven Weinberg                               | Estados Unidos | "pelas contribuições à teoria unificada das interações fracas e eletromagnéticas entre partículas elementares, inclusive, a predição das correntes neutras fracas" |
| 1980 | 116                                           |                                               | James Watson Cronin                           | Estados Unidos | "pela descoberta de violações de princípios fundamentais da simetria no comportamento dos Káons" |
| 1980 | 117                                           |                                               | Val Logsdon Fitch                             | Estados Unidos | "pela descoberta de violações de princípios fundamentais da simetria no comportamento dos Káons" |
| 1981 | 118                                           |                                               | Nicolaas Bloembergen                          | Estados Unidos | "pelas contribuições no desenvolvimento da laser espectroscopia" |
| 1981 | 119                                           |                                               | Arthur Schawlow                               | Estados Unidos | "pelas contribuições no desenvolvimento da laser espectroscopia" |
| 1981 | 120                                           |                                               | Kai Manne Börje Siegbahn                      | Suécia | "pela contribuição no desenvolvimento da espectroscopia eletrônica de alta resolução" |
| 1982 | 121                                           |                                               | Kenneth G. Wilson                             | Estados Unidos | "pela teoria dos fenômenos críticos em conexão com as transições de fase" |
| 1983 | 122                                           |                                               | Subrahmanyan Chandrasekhar                    | Estados Unidos · Índia                                                                                            | "por estudos teóricos de processos físicos referentes à estrutura e à evolução das estrelas" |
| 1983 | 123                                           |                                               | William Alfred Fowler                         | Estados Unidos | "por estudos teóricos e experimentais de reações nucleares importantes na formação dos elementos químicos no universo" |
| 1984 | 124                                           |                                               | Carlo Rubbia                                  | Itália | "por contribuições fundamentais que levaram à descoberta dos bósons W e Z, mediadores da interação fraca" |
| 1984 | 125                                           |                                               | Simon van der Meer                            | Países Baixos | "por contribuições fundamentais que levaram à descoberta dos bósons W e Z, mediadores da interação fraca" |
| 1985 | 126                                           |                                               | Klaus von Klitzing                            | Alemanha Ocidental                                                                                                | "pela descoberta da quantização do Efeito Hall" |
| 1986 | 127                                           |                                               | Ernst Ruska                                   | Alemanha Ocidental                                                                                                | "por trabalhos fundamentais em óptica eletrônica e pelo projeto do primeiro microscópio eletrônico" |
| 1986 | 128                                           |                                               | Gerd Binnig                                   | Alemanha Ocidental                                                                                                | "pelo projeto do Microscópio de corrente de tunelamento" |
| 1986 | 129                                           |                                               | Heinrich Rohrer                               | Suíça | "pelo projeto do Microscópio de corrente de tunelamento" |
| 1987 | 130                                           |                                               | Johannes Georg Bednorz                        | Alemanha Ocidental                                                                                                | "por fundamentais avanços na descoberta de materiais cerâmicos supercondutores" |
| 1987 | 131                                           |                                               | Karl Alexander Müller                         | Suíça | "por fundamentais avanços na descoberta de materiais cerâmicos supercondutores" |
| 1988 | 132                                           |                                               | Leon Max Lederman                             | Estados Unidos | "pelo método do feixe de neutrinos, descoberta do muon neutrino e demonstração dos léptons dobrados" |
| 1988 | 133                                           |                                               | Melvin Schwartz                               | Estados Unidos | "pelo método do feixe de neutrinos, descoberta do muon neutrino e demonstração dos léptons dobrados" |
| 1988 | 134                                           |                                               | Jack Steinberger                              | Estados Unidos | "pelo método do feixe de neutrinos, descoberta do muon neutrino e demonstração dos léptons dobrados" |
| 1989 | 135                                           |                                               | Norman Foster Ramsey                          | Estados Unidos | "pela invenção do método de campos oscilatórios separados, e seu uso no maser de hidrogênio e em outros relógios atômicos" |
| 1989 | 136                                           |                                               | Hans Georg Dehmelt                            | Estados Unidos | "pelo desenvolvimento da técnica ion trap" |
| 1989 | 137                                           |                                               | Wolfgang Paul                                 | Alemanha Ocidental                                                                                                | "pelo desenvolvimento da técnica ion trap" |
| 1990 | 138                                           |                                               | Jerome Isaac Friedman                         | Estados Unidos | "por investigações pioneiras referentes ao espalhamento inelástico de electrões sobre protões e sobre ligações de neutrões que foram essenciais para o desenvolvimento do modelo dos quarks na Física de partículas"                                                                          |
| 1990 | 139                                           |                                               | Henry Way Kendall                             | Estados Unidos | "por investigações pioneiras referentes ao espalhamento inelástico de electrões sobre protões e sobre ligações de neutrões que foram essenciais para o desenvolvimento do modelo dos quarks na Física de partículas"                                                                          |
| 1990 | 140                                           |                                               | Richard Edward Taylor                         | Canadá | "por investigações pioneiras referentes ao espalhamento inelástico de electrões sobre protões e sobre ligações de neutrões que foram essenciais para o desenvolvimento do modelo dos quarks na Física de partículas"                                                                          |
| 1991 | 141                                           |                                               | Pierre-Gilles de Gennes                       | França | "pela descoberta que os métodos desenvolvidos para estudar os fenômenos de ordem em sistemas simples podem ser generalizados a formas mais complexas da matéria, em particular aos cristais líquidos e aos polímeros líquidos"                                                                |
| 1992 | 142                                           |                                               | Georges Charpak                               | França · Polônia                                                                                                  | "pela invenção e desenvolvimento do detector de partículas em particular a Câmara proporcional multifios" |
| 1993 | 143                                           |                                               | Russell Alan Hulse                            | Estados Unidos | "pela descoberta de um novo tipo de pulsar, abrindo novas possibilidades no estudo da gravitação" |
| 1993 | 144                                           |                                               | Joseph Hooton Taylor                          | Estados Unidos | "pela descoberta de um novo tipo de pulsar, abrindo novas possibilidades no estudo da gravitação" |
| 1994 | 145                                           |                                               | Bertram Brockhouse                            | Canadá | "pelo desenvolvimento da espectroscopia de nêutrons" |
| 1994 | 146                                           |                                               | Clifford Glenwood Shull                       | Estados Unidos | "pelo desenvolvimento da técnica de difração de nêutrons" |
| 1995 | 147                                           |                                               | Martin Lewis Perl                             | Estados Unidos | "pela descoberta do lépton tau" |
| 1995 | 148                                           |                                               | Frederick Reines                              | Estados Unidos | "pela detecção do neutrino" |
| 1996 | 149                                           |                                               | David Morris Lee                              | Estados Unidos | "pela descoberta da superfluidade no hélio 3" |
| 1996 | 150                                           |                                               | Douglas D. Osheroff                           | Estados Unidos | "pela descoberta da superfluidade no hélio 3" |
| 1996 | 151                                           |                                               | Robert Coleman Richardson                     | Estados Unidos | "pela descoberta da superfluidade no hélio 3" |
| 1997 | 152                                           |                                               | Steven Chu                                    | Estados Unidos | "pelo desenvolvimento do método de resfriar e capturar átomos com a luz do laser" |
| 1997 | 153                                           |                                               | Claude Cohen-Tannoudji                        | França | "pelo desenvolvimento do método de resfriar e capturar átomos com a luz do laser" |
| 1997 | 154                                           |                                               | William Daniel Phillips                       | Estados Unidos | "pelo desenvolvimento do método de resfriar e capturar átomos com a luz do laser" |
| 1998 | 155                                           |                                               | Robert B. Laughlin                            | Estados Unidos | "pela descoberta de uma nova forma de fluido quântico com exatibilidade fracionada" |
| 1998 | 156                                           |                                               | Horst Ludwig Störmer                          | Alemanha | "pela descoberta de uma nova forma de fluido quântico com exatibilidade fracionada" |
| 1998 | 157                                           |                                               | Daniel Chee Tsui                              | Estados Unidos | "pela descoberta de uma nova forma de fluido quântico com exatibilidade fracionada" |
| 1999 | 158                                           |                                               | Gerard 't Hooft                               | Países Baixos | "pela elucidação da estrutura quântica da física de interações eletrofracas" |
| 1999 | 159                                           |                                               | Martinus J. G. Veltman                        | Países Baixos | "pela elucidação da estrutura quântica da física de interações eletrofracas" |
| 2000 | 160                                           |                                               | Zhores Ivanovich Alferov                      | Rússia | "pelo desenvolvimento do semicondutor de hétero-estrutura utilizados em altas velocidades e na optoeletrônica" |
| 2000 | 161                                           |                                               | Herbert Kroemer                               | Alemanha | "pelo desenvolvimento do semicondutor de hétero-estrutura utilizados em altas velocidades e na optoeletrônica" |
| 2000 | 162                                           |                                               | Jack St. Clair Kilby                          | Estados Unidos | "pela sua contribuição na invenção do circuito integrado" |
| 2001 | 163                                           |                                               | Eric Allin Cornell                            | Estados Unidos | "pela criação experimental do condensado de Bose-Einstein" |
| 2001 | 164                                           |                                               | Carl Edwin Wieman                             | Estados Unidos | "pela criação experimental do condensado de Bose-Einstein" |
| 2001 | 165                                           |                                               | Wolfgang Ketterle                             | Alemanha | "pela criação experimental do condensado de Bose-Einstein" |
| 2002 | 166                                           |                                               | Raymond Davis Jr.                             | Estados Unidos | "por contribuições pioneiras à astrofísica, em particular pela detecção dos neutrinos cósmicos" |
| 2002 | 167                                           |                                               | Masatoshi Koshiba                             | Japão | "por contribuições pioneiras à astrofísica, em particular pela detecção dos neutrinos cósmicos" |
| 2002 | 168                                           |                                               | Riccardo Giacconi                             | Itália · Estados Unidos                                                                                           | "por contribuições à astrofísica que levaram à descoberta dos raios-X cósmicos" |
| 2003 | 169                                           |                                               | Alexei Alexeevich Abrikosov                   | Rússia | "por contribuições à teoria dos supercondutores e superfluidos" |
| 2003 | 170                                           |                                               | Vitaly Ginzburg                               | Rússia | "por contribuições à teoria dos supercondutores e superfluidos" |
| 2003 | 171                                           |                                               | Anthony James Leggett                         | Reino Unido · Estados Unidos                                                                                      | "por contribuições à teoria dos supercondutores e superfluidos" |
| 2004 | 172                                           |                                               | David J. Gross                                | Estados Unidos | "pela descoberta da liberdade assintótica na teoria da força forte" |
| 2004 | 173                                           |                                               | Hugh David Politzer                           | Estados Unidos | "pela descoberta da liberdade assintótica na teoria da força forte" |
| 2004 | 174                                           |                                               | Frank Wilczek                                 | Estados Unidos | "pela descoberta da liberdade assintótica na teoria da força forte" |
| 2005 | 175                                           |                                               | Roy J. Glauber                                | Estados Unidos | "pela contribuição na teoria quântica da luz coerente" |
| 2005 | 176                                           |                                               | John L. Hall                                  | Estados Unidos | "pela contribuição no desenvolvimento do espectroscópio de precisão à laser, incluindo a técnica de Pente de frequência" |
| 2005 | 177                                           |                                               | Theodor W. Hänsch                             | Alemanha | "pela contribuição no desenvolvimento do espectroscópio de precisão à laser, incluindo a técnica de Pente de frequência" |
| 2006 | 178                                           |                                               | John C. Mather                                | Estados Unidos | "pela descoberta da forma de corpos negros e da anisotropia da radiação cósmica de fundo" |
| 2006 | 179                                           |                                               | George F. Smoot                               | Estados Unidos | "pela descoberta da forma de corpos negros e da anisotropia da radiação cósmica de fundo" |
| 2007 | 180                                           |                                               | Albert Fert                                   | França | "pela descoberta da magnetorresistência gigante" |
| 2007 | 181                                           |                                               | Peter Grünberg                                | Alemanha | "pela descoberta da magnetorresistência gigante" |
| 2008 | 182                                           |                                               | Makoto Kobayashi                              | Japão | "pela descoberta da origem da violação da simetria, que prediz a existência de pelo menos três famílias de quarks na natureza" |
| 2008 | 183                                           |                                               | Toshihide Maskawa                             | Japão | "pela descoberta da origem da violação da simetria, que prediz a existência de pelo menos três famílias de quarks na natureza" |
| 2008 | 184                                           |                                               | Yoichiro Nambu                                | Japão · Estados Unidos                                                                                            | "pela descoberta do mecanismo da quebra espontânea de simetria na física subatômica" |
| 2009 | 185                                           |                                               | Charles K. Kao                                | China · Reino Unido · Estados Unidos                                                                              | "pelas realizações relativas à transmissão da luz através de fibras para a comunicação óptica" |
| 2009 | 186                                           |                                               | Willard S. Boyle                              | Canadá · Estados Unidos                                                                                           | "pela invenção do dispositivo de carga acoplada" |
| 2009 | 187                                           |                                               | George E. Smith                               | Estados Unidos | "pela invenção do dispositivo de carga acoplada" |
| 2010 | 188                                           |                                               | Andre Geim                                    | Rússia · Países Baixos                                                                                            | "experiências inovadoras com o grafeno bidimensional" |
| 2010 | 189                                           |                                               | Konstantin Novoselov                          | Rússia · Reino Unido                                                                                              | "experiências inovadoras com o grafeno bidimensional" |
| 2011 | 190                                           |                                               | Saul Perlmutter                               | Estados Unidos | "pela descoberta da expansão acelerada do universo mediante observações de supernovas distantes" |
| 2011 | 191                                           |                                               | Brian Schmidt                                 | Austrália · Estados Unidos                                                                                        | "pela descoberta da expansão acelerada do universo mediante observações de supernovas distantes" |
| 2011 | 192                                           |                                               | Adam Riess                                    | Estados Unidos | "pela descoberta da expansão acelerada do universo mediante observações de supernovas distantes" |
| 2012 | 193                                           |                                               | Serge Haroche                                 | França | "por métodos experimentais inovadores que permitem a medição e a manipulação de sistemas quânticos individuais" |
| 2012 | 194                                           |                                               | David Wineland                                | Estados Unidos | "por métodos experimentais inovadores que permitem a medição e a manipulação de sistemas quânticos individuais" |
| 2013 | 195                                           |                                               | François Englert                              | Bélgica | "pela descoberta do mecanismo que contribuiu para o entendimento da origem da massa das partículas sub-atômicas e que recentemente foi confirmada através da descoberta da partícula fundamental, pelos experimentos ATLAS e Solenoide de Múon Compacto no Grande Colisor de Hádrons do CERN" |
| 2013 | 196                                           |                                               | Peter Higgs                                   | Reino Unido | "pela descoberta do mecanismo que contribuiu para o entendimento da origem da massa das partículas sub-atômicas e que recentemente foi confirmada através da descoberta da partícula fundamental, pelos experimentos ATLAS e Solenoide de Múon Compacto no Grande Colisor de Hádrons do CERN" |
| 2014 | 197                                           |                                               | Isamu Akasaki                                 | Japão | "pela invenção de diodos azuis emissores de luz que permitiram fontes de luz brilhantes e economizadoras de energia" |
| 2014 | 198                                           |                                               | Hiroshi Amano                                 | Japão | "pela invenção de diodos azuis emissores de luz que permitiram fontes de luz brilhantes e economizadoras de energia" |
| 2014 | 199                                           |                                               | Shuji Nakamura                                | Japão | "pela invenção de diodos azuis emissores de luz que permitiram fontes de luz brilhantes e economizadoras de energia" |
| 2015 | 200                                           |                                               | Takaaki Kajita                                | Japão | "pela descoberta das oscilações do neutrino, que mostram que os neutrinos têm massa" |
| 2015 | 201                                           |                                               | Arthur Bruce McDonald                         | Canadá | "pela descoberta das oscilações do neutrino, que mostram que os neutrinos têm massa" |
| 2016 | 202                                           |                                               | Duncan Haldane                                | Reino Unido, Estados Unidos                                                                                       | "por descobertas teóricas de transições topológicas de fases e fases topológicas da matéria" |
| 2016 | 203                                           |                                               | David Thouless                                | Reino Unido, Estados Unidos                                                                                       | "por descobertas teóricas de transições topológicas de fases e fases topológicas da matéria" |
| 2016 | 204                                           |                                               | John Michael Kosterlitz                       | Reino Unido, Estados Unidos                                                                                       | "por descobertas teóricas de transições topológicas de fases e fases topológicas da matéria" |
| 2017 | 205                                           |                                               | Rainer Weiss                                  | Estados Unidos | "por contribuições decisivas para o detector LIGO e a observação de ondas gravitacionais" |
| 2017 | 206                                           |                                               | Barry Barish                                  | Estados Unidos | "por contribuições decisivas para o detector LIGO e a observação de ondas gravitacionais" |
| 2017 | 207                                           |                                               | Kip Thorne                                    | Estados Unidos | "por contribuições decisivas para o detector LIGO e a observação de ondas gravitacionais" |
| 2018 | 208                                           |                                               | Arthur Ashkin                                 | Estados Unidos | "por invenções inovadoras no campo da física do laser" |
| 2018 | 209                                           |                                               | Gérard Mourou                                 | França | "por invenções inovadoras no campo da física do laser" |
| 2018 | 210                                           |                                               | Donna Strickland                              | Canadá | "por invenções inovadoras no campo da física do laser" |
| 2019 | 211                                           |                                               | James Peebles                                 | Canadá/ Estados Unidos                                                                                            | "por descobertas teóricas em cosmologia física" |
| 2019 | 212                                           |                                               | Michel Mayor                                  | Suíça | "pela descoberta de um exoplaneta orbitando uma estrela do tipo solar" |
| 2019 | 213                                           |                                               | Didier Queloz                                 | Suíça | "pela descoberta de um exoplaneta orbitando uma estrela do tipo solar" |
| 2020 | 214                                           |                                               | Roger Penrose                                 | Reino Unido | "pela descoberta de que a formação de buracos negros é uma previsão robusta da teoria geral da relatividade" |
| 2020 | 215                                           |                                               | Reinhard Genzel                               | Alemanha | "pela descoberta de um objeto compacto supermassivo no centro de nossa galáxia" |
| 2020 | 216                                           |                                               | Andrea Ghez                                   | Estados Unidos | "pela descoberta de um objeto compacto supermassivo no centro de nossa galáxia" |
| 2021 | 217                                           |                                               | Syukuro Manabe                                | Japão | "pela modelagem física do clima da Terra, quantificando a variabilidade e prevendo com segurança o aquecimento global" |
| 2021 | 218                                           |                                               | Klaus Hasselmann                              | Alemanha | "pela modelagem física do clima da Terra, quantificando a variabilidade e prevendo com segurança o aquecimento global" |
| 2021 | 219                                           |                                               | Giorgio Parisi                                | Itália | "pela descoberta da interação de desordem e flutuações nos sistemas físicos das escalas atômicas às planetárias" |
| 2022 | 220                                           |                                               | Alain Aspect                                  | França | "pelos experimentos com fótons emaranhados, estabelecendo a violação das desigualdades de Bell e sendo pioneiros na ciência da informação quântica" |
| 2022 | 221                                           |                                               | John Clauser                                  | Estados Unidos | "pelos experimentos com fótons emaranhados, estabelecendo a violação das desigualdades de Bell e sendo pioneiros na ciência da informação quântica" |
| 2022 | 222                                           |                                               | Anton Zeilinger                               | Áustria | "pelos experimentos com fótons emaranhados, estabelecendo a violação das desigualdades de Bell e sendo pioneiros na ciência da informação quântica" |
| 2023 | 223                                           |                                               | Pierre Agostini                               | França/ Estados Unidos                                                                                            | "pelos métodos experimentais que geram pulsos de luz de attosegundos para o estudo da dinâmica eletrônica na matéria" |
| 2023 | 224                                           |                                               | Ferenc Krausz                                 | Hungria/ Áustria                                                                                                  | "pelos métodos experimentais que geram pulsos de luz de attosegundos para o estudo da dinâmica eletrônica na matéria" |
| 2023 | 225                                           |                                               | Anne L'Huillier                               | França | "pelos métodos experimentais que geram pulsos de luz de attosegundos para o estudo da dinâmica eletrônica na matéria" |
| 2024 | 226                                           |                                               | John Hopfield                                 | Estados Unidos | "por descobertas fundamentais e invenções que permitem aprendizagem automática com redes neuronais artificiais”. |
| 2024 | 227                                           |                                               | Geoffrey Hinton                               | Reino Unido/ Canadá                                                                                               | "por descobertas fundamentais e invenções que permitem aprendizagem automática com redes neuronais artificiais”. |